# Пухівська вулиця (Київ, Воскресенка)
Пу́хівська вулиця — зникла вулиця, що існувала в Дніпровському районі міста Києва, місцевість Воскресенська слобідка. Пролягала від Задніпровської вулиці до тодішнього бульвару Перова (нині Воскресенський проспект).

## Історія
Вулиця виникла в 1-й половині XX століття під назвою Нова. Назва Пухівська (від с. Пухівка) — з 1957 року.
Ліквідована 1980 року в зв'язку зі знесенням старої забудови Воскресенської слобідки та частковим переплануванням місцевості.
У 1980 році таку ж назву набула новопрокладена дорога в бік ТЕЦ-6 та с. Погреби на Київщині.